# Sven Jonas Dencker
Sven Jonas Dencker, född 18 april 1922 i Sköldinge församling, Södermanlands län, död 13 juli 2013, var en svensk psykiater.
Dencker, som var son till Nils Dencker, blev medicine licentiat vid Lunds universitet 1950, medicine doktor 1958, docent i experimentell psykiatri vid Lunds universitet 1962, i psykiatri vid Göteborgs universitet 1963 samt tilldelades professors namn 1985. Han innehade olika läkarförordnanden 1950–63 och var överläkare vid Lillhagens sjukhus i Göteborg 1963–87. 
Dencker var sakkunnig i Försäkringsöverdomstolen 1973–87. Han författade skrifter i internmedicin, neurologi och psykiatri, däribland Hospital-Based Community Support Services for Recovering Chronic Schizophrenics (1980) och Psykiatrisk rehabilitering (1983).